# Stazzo

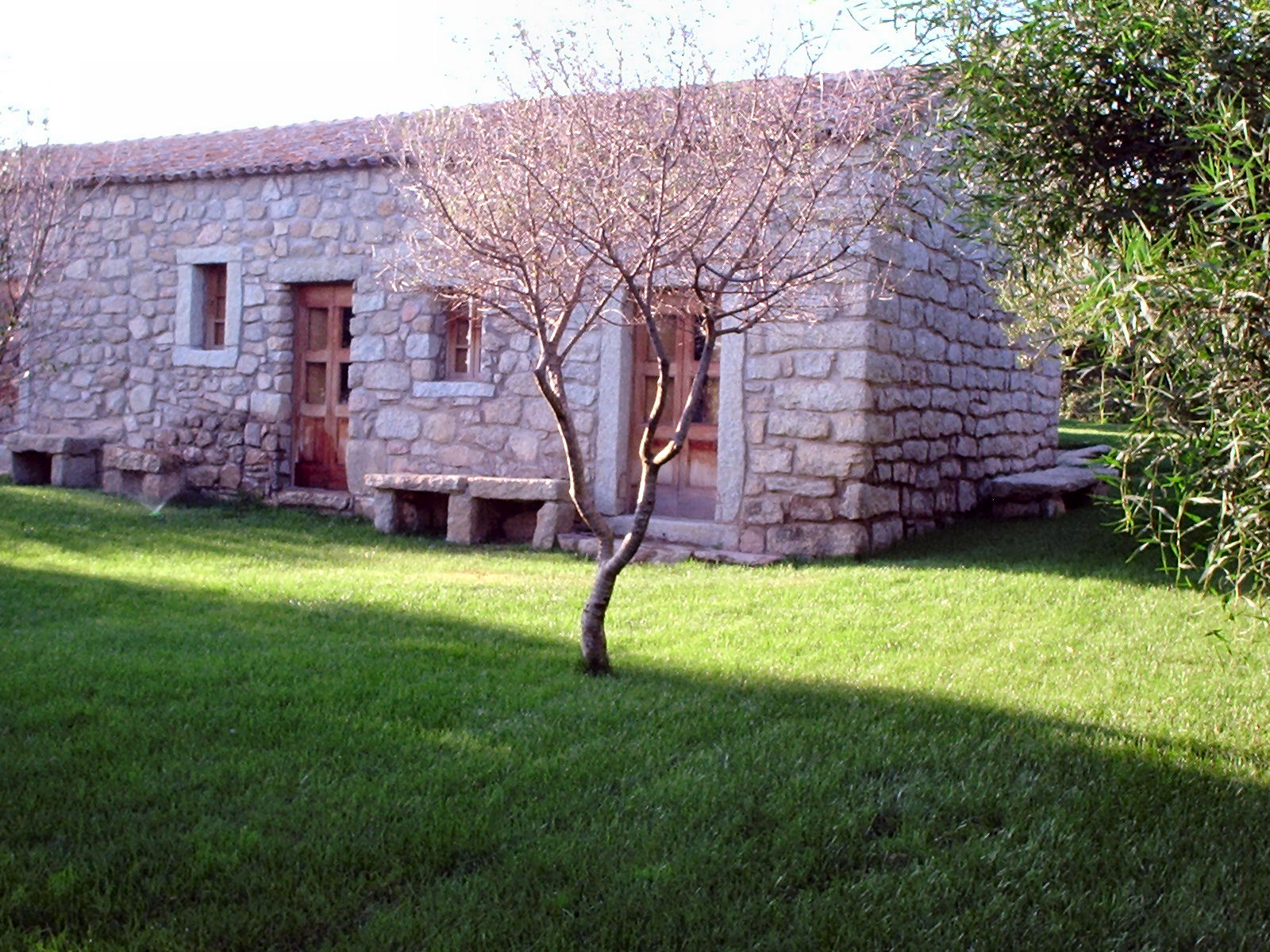
Uno stazzo gallurese restaurato

Lo stazzo (dal latino statio, stazione, luogo di sosta) è un insediamento rurale tipico, presente nel nord della Sardegna, dove in Gallura è conosciuto come lu stazzu, in Corsica e, seppur con utilizzi diversi, anche nel meridione d'Italia, Abruzzo compreso.

## Architettura

### Gallura
In Sardegna, nella regione della Gallura, lo stazzo fu il fulcro della vita rurale di migliaia di pastori-agricoltori per centinaia di anni. Indica contemporaneamente l'azienda contadina e la costruzione in cui abita il proprietario ed è costituito da un'abitazione di forma grossomodo rettangolare costituita da blocchi di granito e all'interno suddivisa in massimo due ambienti, ma più spesso da un monolocale. All'esterno era spesso annesso il forno (lu furru) ed un piccolo magazzino (lu pinnenti). Raramente un edificio nato come stazzo si eleva oltre il piano terreno, ed in questo caso viene definito palazzo (lu palazzu). Un insieme di stazzi formavano la cussorgia (la cussogghja), un'entità geografica e sociale unita da vincoli molto forti di amicizia e collaborazione. 
A partire dagli anni '60 gli stazzi galluresi sono stati elementi di ispirazione per gli architetti che hanno voluto operare in Sardegna cercando continuità con il territorio. In particolar modo la Commissione degli Architetti a cui l'Aga Khan affidò il compito di definire le linee guida per l'architettura del progetto Costa Smeralda e, successivamente, Alberto Ponis.

### Abruzzo
In Abruzzo lo stazzo (in dialetto jacce), è il luogo dove si tengono le pecore e tutto ciò che occorre per la loro custodia in montagna. È costituito da un'abitazione (rifugio dei pastori) in muratura spesso  a secco e in passato anche costituita da legname povero. Nei pressi dell'abitazione c'è il recinto per la custodia delle pecore, spesso fatto di reti, quindi il mungitoio (luogo per la mungitura), il luogo per la produzione e lavorazione dei prodotti caseari e generalmente anche un orticello per il sostentamento dei pastori (coltivazione di patate e alcuni tipi di verdure). Fino al recente passato questi luoghi erano utilizzati solo d'estate, quando le greggi sostavano in montagna di ritorno dalla transumanza (in Abruzzo le greggi d'inverno si recavano soprattutto nel Tavoliere delle Puglie).

### Marche
Nelle Marche le greggi provenienti dal Lazio centrale (fino agli anni '50 la transumanza avveniva a piedi lungo il tracciato della vecchia Valnerina) erano stanziate nelle zone collinari dei Monti Sibillini; molte greggi nei numerosi stazzi presenti sull'altopiano di Macereto, costituiti da capanne rudimentali e piccole strutture per la mungitura, effettuata da un pastore solitario.